# Louis Bell
Louis Bell (* 5. Dezember 1864 in Chester, New Hampshire; † 14. Juni 1923 in West Newton, Massachusetts) war ein US-amerikanischer Physiker und Elektroingenieur.

## Leben
Louis Bell stammte aus einer wohlsituierten Familie von Juristen und Politikern seiner Zeit. Sein Großvater Samuel Bell (1770–1850) war Gouverneur und U.S.-Senator. Sein Vater Louis Bell (Sr.), geboren 1837, war vor dem Sezessionskrieg Anwalt („Attorney“) in Farmington, New Hampshire. Er verheiratete sich mit Mary Ann Persis Bouton, geboren 1834, genannt „Molly“, Tochter des angesehenen Reverends und Landeshistorikers Nathaniel Bouton (1799–1878) aus Concord (New Hampshire). Louis′ ältere Schwester Marian wurde im September 1860 geboren.

### Kriegsausbruch
1861 trat der Vater dem Ende April aufgestellten „1st New Hampshire Volunteer Infantry Regiment“ im Range eines Captains (Hauptmanns) bei. Das Regiment wurde im August aufgelöst, der Vater zum Lieutenant Colonel (Oberstleutnant) des seit September in Aufstellung befindlichen „4th New Hampshire Volunteer Infantry Regiment“ befördert, über welches er das Kommando bekam. Schließlich sollte Bell im Range eines Colonels (Obersten) der „Union Army“ sogar eine Brigade befehligen. Das Regiment des Vaters wurde ab 1862 vor allem in South Carolina und Florida eingesetzt. Der ältere Bruder (mit Namen Louis) kam 1862 zur Welt, er verstarb bald. Als jüngstes Kind wurde im Dezember 1864 Louis (Jr.) geboren.
Mit Januar 1865 war das 4. Infanterie-Regiment der 3. Brigade der 2. Division des XXIV. U.S. Corps zugeteilt. Als Kommandant der Brigade nahm Col. Bell am zweiten Angriff auf Fort Fisher, North Carolina, teil. Nach tagelangem Beschuss durch die U.S. Navy gingen am 15. Januar 1865 morgens Unionstruppen vor dem auf einer Halbinsel gelegenen Fort an Land. Während der Attacke wurde der Vater von einem Scharfschützen der „Confederate States Army“ getroffen, sein Adjutant Cpt. Frank W. Parker übernahm. Es gelang Angreifern, durch die zerstörte „Shepherd Battery“ einzudringen und die Verteidiger von hinten her zu attackieren. In stundenlangem blutigen Nahkampf wurde das Fort endlich erobert, Col. Bell erlag tags darauf der erlittenen Verwundung. Die Einnahme sollte, unter Teilnahme mehrerer tausend Mann, die größte Anlandeoperation von U.S.-Streitkräften bis zum Zweiten Weltkrieg bleiben. Schlechter Führung und allgemeiner Verwirrung (die fahrlässig herbeigeführte Detonation des Pulverdepots des Forts am Morgen des 16. kostete nochmals über 200 Leben) ist zu verdanken, dass Colonel Louis Bell den Brevet-Rang eines „Brigadier Generals“ nicht posthum verliehen erhielt. Nur drei Monate später war der Konflikt an seinem Ende angelangt. General Robert E. Lee kapitulierte am 9. April in Appomattox Court House, am 23. Juni 1865 letzte konföderierte Landtruppen. Mary Ann „Molly“ Bell überlebte ihren Ehemann nur um wenige Monate, sie verschied aufgrund eines Herzleidens am 4. Mai 1865.
Nachdem die Eltern bald nacheinander starben, wuchsen Marian und Louis im Haushalt der Mutter des Vaters, Lucy Giddins Smith Bell (1794–1880), zweite Ehefrau und Witwe des Großvaters Samuel Bell, in Chester auf. Die Großmutter verschied im Mai 1880, die Schwester Marian keine zwei Jahre später im Oktober 1881, gerade einmal 21-jährig. Louis besuchte die Philips Exeter Academy und graduierte 1884 am Dartmouth College. Danach verbrachte er drei Jahre an der Johns Hopkins University, wo er seinen Titel (Ph.D.) verliehen bekam, unter Henry Augustus Rowland mit dessen Beugungsgittern spektroskopische Untersuchungen vornahm und am Atlas der Absorptionslinien mitarbeitete. Als Michelson seine Interferometer-Technik entwickelte, wurden solche Messungen obsolet. Bell ging an die Purdue University, wo er Elektrotechnik studierte und sich 1888 mit Straßenbahnantrieben beschäftigte.
Ab 1889 schrieb Louis Bell als Professor für Physik und Elektrotechnik regelmäßig für die Zeitschrift The Electrical World (gegründet 1873) Artikel über Ingenieurswesen, v. a. Energiespeicher, elektrische Motore und Traktion, und Schienenverkehr. Im selben Jahr 1889 verzog Bell nach Chicago (Illinois) und gründete das Ingenieurbüro „Bliss & Bell“ mit einem Geschäftspartner. 1893 war er bei General Electric Chefingenieur des Power Transmission Department und installierte in Redlands (Kalifornien) die erste Dreiphasenübertragung, weitere sollten folgen. Louis Bell verheiratete sich mit Sarah Gross Hemenway Bell, zusammen hatten sie einen Sohn, Louis Hemenway Bell, geboren 1894. Nach 1895 arbeitete er in Boston als beratender Elektroingenieur.
Louis Bell war Mitglied mehrerer Vereinigungen:
Er war Präsident der Illuminating Engineering Society, Vizepräsident der British Illuminating Engineering Society und Mitglied der International Commission on Illumination. Während des Ersten Weltkriegs war er im Advisory Committee of Council of National Defense tätig. Der Physiker Gordon Ferrie Hull, ab 1899 Professor am Dartmouth College, war mit ihm befreundet. 1905 wurde Bell in die American Academy of Arts and Sciences gewählt. Seinem Freund Hull wurde diese Ehre 1917 zuteil. Louis Bell hielt Vorlesungen über Elektrizität am Massachusetts Institute of Technology, der Johns Hopkins und der Harvard University, und stand mit dem Harvard-College-Observatorium in Verbindung. Im Krieg war Bell mit dem Astronomen Carl Axel Robert Lundin in die Periskop-Forschung involviert und setzte diese mit dem Optiker Walter Wolfe aus Boston fort. 1921 veröffentlichte er Ghosts and Oculars, über Geisterbilder infolge Reflexionen in optischen Systemen wie dem Kellner-Okular. Durch seine Forschungen hielt Bell über 40 U.S.-Patente.

### Kinder und Enkel
Bells Sohn Louis Hemenway ehelichte im November 1917 in Fulton (Georgia) Mary Lamar Ross Bell, geboren 1896. Ende Juni 1918 bekamen sie Zwillinge in Waco (Texas). Ein Mädchen verstarb kurz nach der Geburt, ihre andere Tochter Marian Lamar Bell überlebte. Louis Hemenway diente in den Streitkräften, er schied mit dem Rang eines Colonels aus der U.S. Army Reserve aus. Im Jahre 1919 ließen sie sich in Newton (Massachusetts) nahe der Eltern nieder.
Louis Bell starb am 14. Juni 1923 in Newton, beerdigt wurde er in Chester, New Hampshire. Mary und Louis Hemenway erwarteten noch ein Kind, Ende Juni 1923 kam ihr kleiner Junge als Totgeburt zur Welt. Die Ehefrau Bells, Sarah Gross Bell, verschied 1928 in Boston, Massachusetts, und wurde in Cambridge beigesetzt. Col. Louis Hemenway Bell starb im April 1959, seine Frau Mary Lamar Bell folgte ihm im August 1960. Beide sind in Santa Barbara (Kalifornien) bestattet, zusammen mit ihrer Tochter Marian, welche im Februar 1970 verschied.

## Ausgewählte Werke
- Crosby & Bell, Ph.D.: The Electric Railway, 1892; 2. Auflage 1893 – Internet Archive
- Power Distribution for Electric Railroads, 1896; 3. Auflage 1900 – Internet Archive
- Stromvertheilung für elektrische Bahnen: mit 136 in den Text gedruckten Figuren 1898 Berlin, München Digitalisat
- Electric Power Transmission, 1899; 5. Auflage 1907 – Internet Archive
- The Art of Illumination, 1902; 2. Auflage 1912 – Internet Archive
- Welz, E.E. (Transl.); Bell, Ph.D. (Introd.): Berlin-Zossen Electric Railway Tests of 1903, 1905 – Internet Archive
- Ghosts and Oculars, 1921
- The Telescope, 1922 – Internet Archive